# Sympiesis tenuis
Sympiesis tenuis är en stekelart som beskrevs av Storozheva 1981. Sympiesis tenuis ingår i släktet Sympiesis och familjen finglanssteklar. Inga underarter finns listade i Catalogue of Life.